# Philip Potter

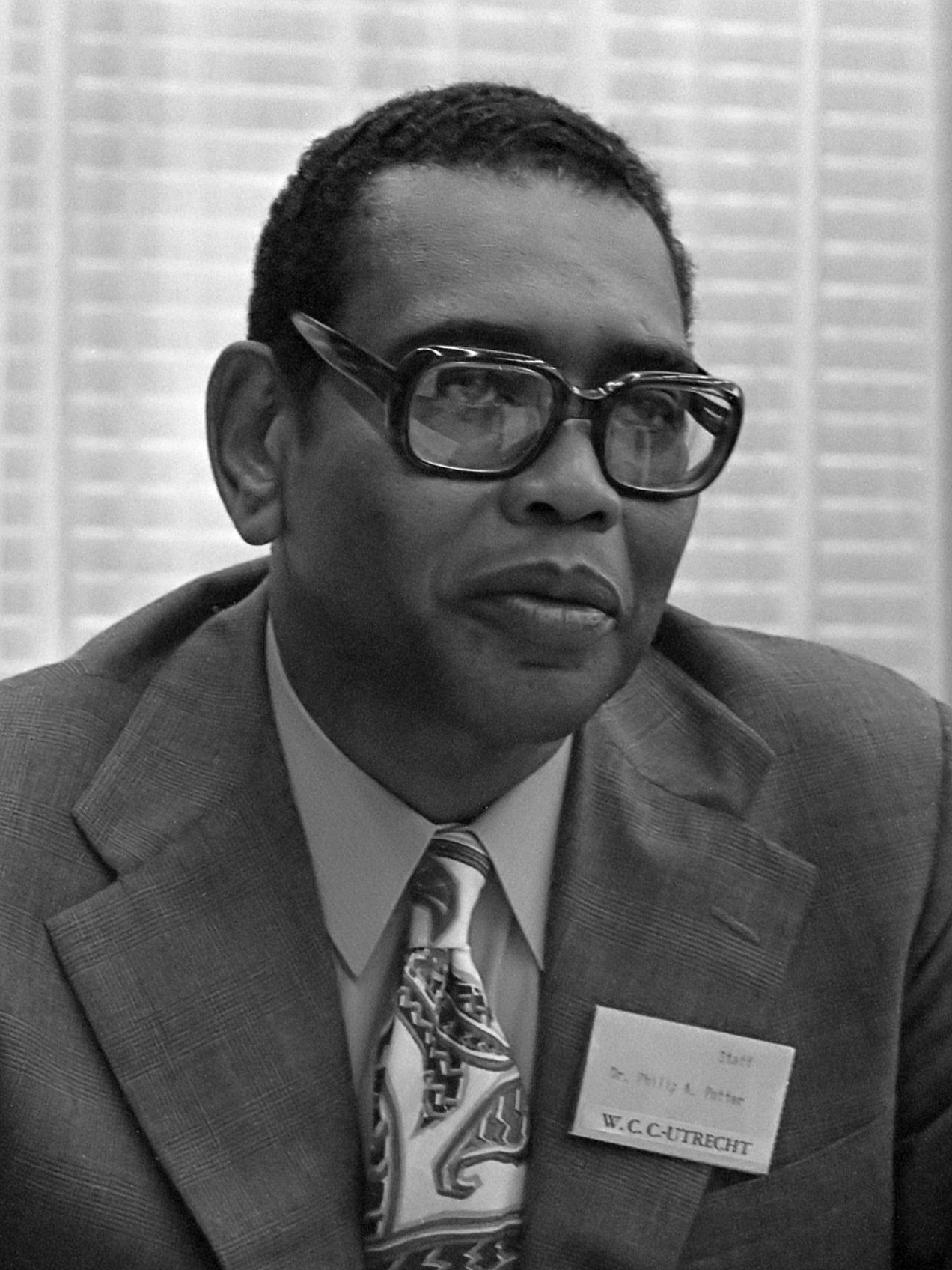
Philip Potter (1972)

Philip Alford Potter (* 19. August 1921 in Roseau, Dominica; † 31. März 2015 in Lübeck) war ein methodistischer Pastor und dritter Generalsekretär des Ökumenischen Rates der Kirchen (1972–1984).

## Leben
Potter wurde 1921 als Sohn eines Gymnasiallehrers in Roseau geboren und arbeitete von 1937 bis 1943 als Sekretär bei einem Anwalt. Ab 1940 war er ehrenamtlich als Prediger der methodistischen Kirche auf Dominica, ab 1943 als Prediger auf Nevis tätig. Von 1944 bis 1948 studierte er Theologie in Kingston, Jamaika und London.

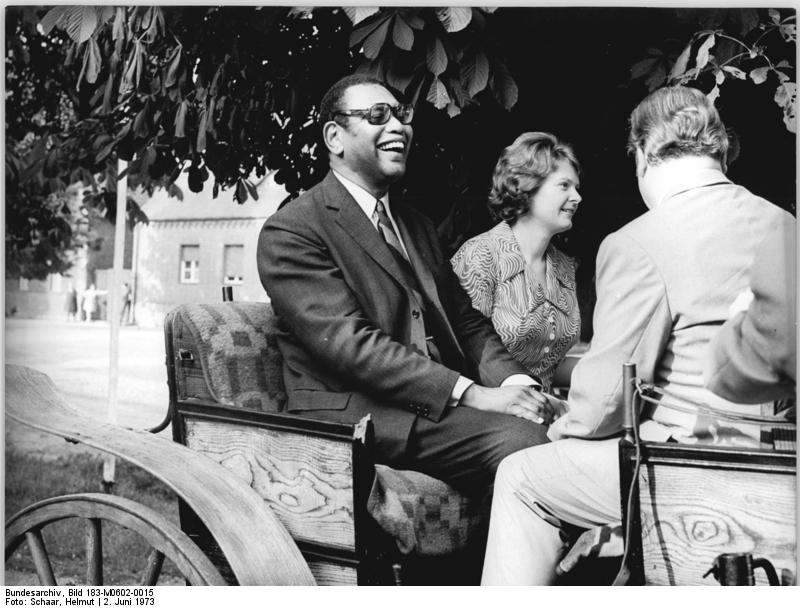
Potter in Halle, 1973

Nach seinem Abschluss arbeitete er bis 1950 als Sekretär beim englischen Christlichen Studenten-Weltbund. Von 1950 an war er Superintendent der westindischen methodistischen Kirche auf Haiti. 1954 wechselte er als Sekretär der Jugendabteilung des Ökumenischen Rates der Kirchen nach Genf, wo er 1958 zum leitenden Sekretär befördert wurde. 1956 heiratete er die Jamaikanerin Doreen Cousins. Von 1960 bis 1968 war er Präsident des Christlichen Studentenweltbundes, von 1961 bis 1967 war er zudem Sekretär der Methodistischen Missionsgesellschaft in England für Afrika und die Westindischen Inseln. Von 1967 bis 1972 arbeitete er als Direktor der Abteilung für Weltmission und Evangelisation des Ökumenischen Rates der Kirchen in Genf. Am 20. August wurde er zum Generalsekretär des Ökumenischen Rates gewählt. Dieses Amt bekleidete er bis 1984.
Potter, dessen erste Frau Doreen 1980 verstorben war, heiratete 1985 Bärbel Wartenberg-Potter. Nach Potters Pensionierung zogen die beiden nach Jamaika, wo sie an der Universität in Kingston Theologie lehrten. Nachdem seine Frau 2001 zur Bischöfin von Lübeck gewählt worden war, lebten beide in Lübeck.

## Ehrungen
- 1971: Ehrendoktorwürde der Theologischen Fakultät der Universität Hamburg
- Ehrendoktorwürde der Universität Kapstadt
- Ehrendoktorwürde der University of the West Indies
- 1984: Ehrendoktorwürde der Theologischen Fakultät der Universität Uppsala[3]
- 1982: Ehrendoktorwürde der Humboldt-Universität zu Berlin (DDR)
- 1986: Niwano-Friedenspreis
- 2001: Ehrendoktorwürde der Universität Wien
- 2008: Order of the Companions of O. R. Tambo[4]

## Schriften
- Philip A. Potter: »… damit Du das Leben wählst«. Texte und Reden eines Gestalters der ökumenischen Vision. Hrsg.: Andrea Fröchtling, Rudolf Hinz, Paul Löffler und Bärbel Wartenberg-Potter. Edition Ruprecht, Göttingen 2011, ISBN 978-3-7675-7149-5.